# 코소보 민주동맹

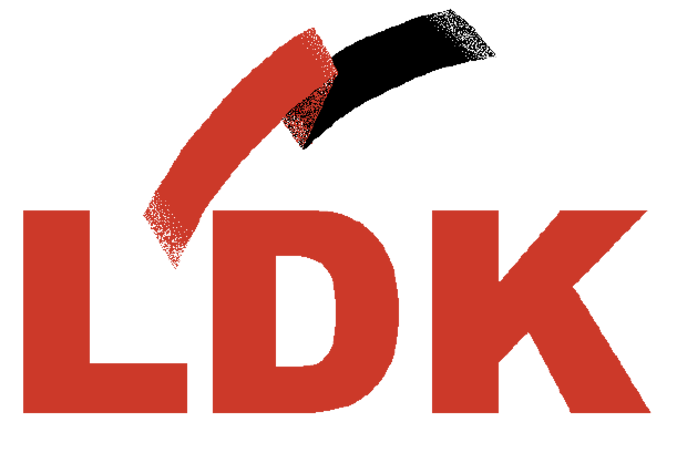

코소보 민주동맹(알바니아어: Lidhja Demokratike e Kosovës, 약칭 LDK)은 코소보에서 가장 오래된 정당 중 하나이다.
2004년 10월 24일 총선에서 45.4%의 득표율로 120석 중 47석을 차지했으나, 이 중 7명이 네자트 다치가 이끄는 다르다니아 민주동맹으로 이적했다. 당 창당주 중 하나인 이브라힘 루고바는 2006년 1월 21일 서거할 때까지 코소보의 대통령직을 지냈다. 2007년 11월 17일 총선에서 22.6%의 득표율에 25석으로 추락했으나, 하심 타치의 민주당 (PDK)과 연정으로 정권을 잡았다가 2010년 10월 연정에서 이탈했다.